# Circondario dell'Alb-Danubio
Il circondario dell'Alb-Danubio (in tedesco Alb-Donau-Kreis) è un circondario del Baden-Württemberg in Germania. Insieme al circondario di Biberach e alla città extracircondariale di Ulma costituisce la regione del Baden-Württemberg meglio conosciuta come Donau-Iller nel distretto governativo di Tubinga.
Il circondario confina a nord con il circondario di Göppingen e con il circondario di Heidenheim, ad est con i circondari bavaresi di Günzburg e Nuova-Ulma come pure con la città extracircondariale di Ulma, a sud con il circondario di Biberach e a ovest con il circondario di Reutlingen.

## Geografia fisica
La parte settentrionale del circondario fa parte della Schwäbische Alb, la parte meridionale della Svevia superiore (Oberschwaben). Nella parte meridionale del circondario scorre il Danubio da sud-ovest a nord-est. Entra nel territorio circondariale presso Obermarchtal e lo lascia presso Erbach per andare in direzione di Ulma.

## Storia
Il circondario venne formato durante la riforma amministrativa dei circondari del 1º gennaio 1973 essenzialmente tramite l'unificazione dei circondari di Ehingen e Ulma come di alcuni comuni dei circondari di Biberach e di Münsingen. Alcuni comuni del circondario di Ehingen si aggiunsero anche al circondario di Biberach e due del circondario di Ulma al circondario di Göppingen (è vero che questi erano già stati uniti alla città di Geislingen an der Steige in precedenza). 
I vecchi circondari di Ehingen e di Ulma si rifanno alle suddivisioni amministrative eponime del Württemberg che furono create dopo il passaggio al Württemberg nel 1806, poi più volte modificate e tramutate in circondari nel 1938. In questa occasione il precedente circondario amministrativo di Blaubeuren fu incorporato quasi totalmente nel circondario di Ulma.
Al termine della riforma dei comuni il circondario comprende ancora 55 comuni, tra cui 8 città e di queste a sua volta una "Große Kreisstadt" (Ehingen). Il circondario è perciò il circondario con il numero più alto di comuni in tutto il Baden-Württemberg. La città più grande del distretto è Ehingen, il comune più piccolo è Emeringen.

### Sviluppo demografico
Il numero degli abitanti secondo i risultati del censimento o secondo le registrazioni progressive dell'ufficio di statistica del Baden-Württemberg (solo residenze principali):
| anno             | numero di abitanti |
| ---------------- | ------------------ |
| 31 dicembre 1973 | 155 120            |
| 31 dicembre 1975 | 155 694            |
| 31 dicembre 1980 | 160 377            |
| 31 dicembre 1985 | 159 543            |
| 27 maggio 1987 ¹ | 160 244            |

| Anno             | Numero di abitanti |
| ---------------- | ------------------ |
| 31 dicembre 1990 | 168 981            |
| 31 dicembre 1995 | 180 309            |
| 31 dicembre 2000 | 185 929            |
| 30 giugno 2005   | 190 079            |

## Politica
Il circondario viene amministrato dal Kreistag (consiglio circondariale) e dal Landrat (governatore del circondario). Il Kreistag viene eletto dagli aventi diritto di voto nel circondario ogni cinque anni. Questo organo sceglie il Landrat per un periodo di otto anni. Questo è rappresentante legale del circondario, presiede il consiglio circondariale e le sue commissioni. È a capo dell'amministrazione del circondario (Landratsamt) ed è impiegato del circondario.
Tra il numero di compiti vi sono le preparazioni delle sedute del Kreistag e delle sue commissioni. Convoca le sedute, le conduce ed esegue le decisioni ivi assunte. Nelle commissioni non ha alcun diritto di voto. Il suo sostituto è il primo impiegato regionale (Erster Landesbeamter).

### Consiglio circondariale
Risultato delle elezioni del 7 giugno 2009 (62 seggi):
- CDU 46,1 % - 30 seggi
- FW 28,2 % - 17 seggi
- SPD 12,7 % - 8 seggi
- Verdi 11,2 % - 7 seggi
- Altri 1,7 % - 0 seggi

### Governatori del circondario
I governatori del circondario di Ehingen 1945-72:
- 1945 - 1946: August Renz (in qualità di commissionario)
- 1946 - 1954: Vinzenz Gnann
- 1955 - 1972: Wilhelm Tauscher

I governatori del circondario di Ulma 1945-72:
- 1945 - 1953: Ernst Sindlinger
- 1953 - 1966: Wilhelm Dambacher
- 1967 - 1972: Wilhelm Bühler

I governatori del circondario dell'Alb-Donau dal 1973:
- 1973 - 1989: Wilhelm Bühler
- 1989 - 2005: Dr. Wolfgang Schürle
- dal 18 luglio 2005: Heinz Seiffert

### Stemma
Descrizione

stemma circondariale dell'Alb-Danubio

Su sfondo d'argento vi è un'aquila nera bicefala coperta da uno scudo diviso: in questo davanti su sfondo oro vi sono tre corna di cervo in orizzontale l'una sull'altra divise obliquamente sullo sfondo dal rosso e dall'argento. (Attribuzione dello stemma 5 novembre 1975; venne tuttavia già utilizzato prima della riforma distrettuale dal distretto di Ulma)
Significato
L'aquila imperiale simboleggia la città di Ulma un tempo libera, le corna da cervo stanno per i comuni del vecchio Württemberg ossia i comuni aggiuntisi al Württemberg dopo il 1803 e le strisce rosso e argento per lo stemma del marchesato di Burgau ossia dei suoi parenti, i conti di Berg, da cui gli stemmi delle città di Ehingen e Schelkingen hanno origine e che erano parte integrante del vecchio stemma distrettuale di Ehingen.

## Città e comuni
(Abitanti il 31 dicembre 2022)
| Città 1. Blaubeuren (12 665) 2. Blaustein (16 667) 3. Dietenheim (7 003) 4. Ehingen (Danubio) (27 276) 5. Erbach (13 859) 6. Laichingen (12 250) 7. Langenau (15 633) 8. Munderkingen (5 380) 9. Schelklingen (6 959) | Comuni 1. Allmendingen (4 717) 2. Altheim (591) 3. Altheim (Alb) (1 741) 4. Amstetten (4 166) 5. Asselfingen (1 034) 6. Ballendorf (688) 7. Balzheim (2 141) 8. Beimerstetten (2 555) 9. Berghülen (2 076) 10. Bernstadt (2 302) 11. Börslingen (183) 12. Breitingen (368) 13. Dornstadt (9 309) 14. Emeringen (167) 15. Emerkingen (856) 16. Griesingen (1 054) 17. Grundsheim (214) 18. Hausen am Bussen (280) 19. Heroldstatt (2 928) 20. Holzkirch (277) 21. Hüttisheim (1 541) 22. Illerkirchberg (4 989) 23. Illerrieden (3 375) 24. Lauterach (621) 25. Lonsee (5 157) 26. Merklingen (2 085) 27. Neenstetten (842) 28. Nellingen (2 114) 29. Nerenstetten (361) 30. Oberdischingen (2 274) 31. Obermarchtal (1 315) 32. Oberstadion (1 635) 33. Öllingen (587) 34. Öpfingen (2 358) 35. Rammingen (1 363) 36. Rechtenstein (308) 37. Rottenacker (2 238) 38. Schnürpflingen (1 432) 39. Setzingen (727) 40. Staig (3 289) 41. Untermarchtal (878) 42. Unterstadion (792) 43. Unterwachingen (199) 44. Weidenstetten (1 408) 45. Westerheim (3 021) 46. Westerstetten (2 228) |